# Agathosma microcarpa
Agathosma microcarpa là một loài thực vật có hoa trong họ Cửu lý hương. Loài này được (Sond.) Pillans mô tả khoa học đầu tiên năm 1950.